# Mammillaria senilis
Mammillaria senilis ist eine Pflanzenart aus der Gattung Mammillaria in der Familie der Kakteengewächse (Cactaceae). Das Artepitheton senilis stammt aus dem Lateinischen, bedeutet ‚alt‘ und verweist auf die weiße bis gräuliche haarartige bis borstige Bedornung der Art.

## Beschreibung
Mammillaria senilis wächst Gruppen bildend. Die kugeligen bis zylindrisch geformten Triebe werden 15 Zentimeter hoch und 10 Zentimeter im Durchmesser groß. Die konisch, stumpfen Warzen enthalten keinen Milchsaft. Die Axillen sind mit Wolle und Borsten besetzt. Die 4 bis 6 Mitteldornen sind weiß mit gelber Spitze; die oberen und unteren sind gehakt. Die 30 bis 40 Randdornen sind dünner als die Mitteldornen. Sie sind weiß und werden bis zu 2 Zentimeter lang.
Die orangeroten Blüten sind 6 bis 7 Zentimeter lang und haben einen Durchmesser von 5,5 bis 6 Zentimeter. Sie haben eine schlanke beschuppte 4 Zentimeter lange Röhre. Die silbrig-roten bis grünlich-weißen Früchte sind länglich geformt. Sie werden bis zu 4 Zentimeter lang und messen 1,2 Zentimeter im Durchmesser. Sie enthalten schwarze Samen.

## Verbreitung, Systematik und Gefährdung
Mammillaria senilis ist in den mexikanischen Bundesstaaten Chihuahua, Durango, Jalisco, Nayarit, Sinaloa und im Süden von Zacatecas verbreitet.
Die Erstbeschreibung erfolgte 1850 durch Conrad Loddiges in Joseph zu Salm-Reifferscheidt-Dycks Cacteae in horto Dyckensi cultae anno 1849. Nomenklatorische Synonyme sind Cactus senilis (Lodd. in Salm-Dyck) Kuntze (1891), Cochemiea senilis (Lodd. in Salm-Dyck) (Lodd. in Salm-Dyck) Orcutt (1922) und Mamillopsis senilis (Lodd. in Salm-Dyck) F.A.C.Weber ex Britton & Rose (1923).
Mammillaria senilis wird in der Roten Liste gefährdeter Arten der IUCN als „Least Concern (LC)“, d. h. als in der Natur nicht gefährdet, eingestuft.

## Nachweise